# Vietas Produktdarstellung der Kreiszahl Pi
Die Produktformel von Vieta von 1593 ist eine der ersten historisch nachgewiesenen analytischen Darstellungen für die Kreiszahl {\displaystyle \pi }. Sie ist ein unendliches Produkt mit geschachtelten Wurzeln.

## Darstellungen von π

### Formel von Vieta
Mit der durch
{\displaystyle {\begin{aligned}a_{1}&:={\frac {1}{2}}{\sqrt {2}}\\a_{n}&:={\frac {1}{2}}{\sqrt {2+2a_{n-1}}}\qquad n\geq 2\end{aligned}}}
rekursiv definierten Zahlenfolge {\displaystyle a_{n}} gilt:
{\displaystyle \lim _{n\to \infty }\prod _{j=1}^{n}a_{j}=a_{1}\cdot a_{2}\cdot a_{3}\cdots ={\frac {2}{\pi }}.}
Ausgeschrieben mit den ersten Faktoren lautet das unendliche Produkt also:
{\displaystyle {\frac {2}{\pi }}=\left({\frac {1}{2}}{\sqrt {2}}\right)\cdot \left({\frac {1}{2}}{\sqrt {2+{\sqrt {2}}}}\right)\cdot \left({\frac {1}{2}}{\sqrt {2+{\sqrt {2+{\sqrt {2}}}}}}\right)\cdots }

### Beziehung zur Darstellung nach Euler
Die Produktformel von Vieta ergibt sich als Spezialfall aus folgendem Resultat von Euler (s. Beweis unten)
durch Einsetzen von {\displaystyle x={\tfrac {\pi }{2}}}:
{\displaystyle {\begin{aligned}{\frac {\sin(x)}{x}}&=\lim _{n\to \infty }\prod _{j=1}^{n}\cos \left({\frac {x}{2^{j}}}\right)=\cos \left({\frac {x}{2}}\right)\cdot \cos \left({\frac {x}{4}}\right)\cdot \cos \left({\frac {x}{8}}\right)\cdots \\{\frac {2}{\pi }}&=\lim _{n\to \infty }\prod _{j=1}^{n}\cos \left({\frac {\pi }{2^{j+1}}}\right)=\cos \left({\frac {\pi }{4}}\right)\cdot \cos \left({\frac {\pi }{8}}\right)\cdot \cos \left({\frac {\pi }{16}}\right)\cdots \end{aligned}}}
Insbesondere resultiert hieraus folgende alternative, direkte Darstellung für die Glieder der Zahlenfolge {\displaystyle a_{n}} (s. o.):
{\displaystyle a_{n}=\cos \left({\frac {\pi }{2^{n+1}}}\right)\qquad \qquad \mathrm {f{\ddot {u}}r} \;n\geq 1}

### Produktfreie Darstellung
Die folgende Darstellung ist äquivalent zur Produktformel von Vieta und hat eine einfache geometrische Interpretation (vgl. zum Beispiel). Mit der rekursiv definierten Folge {\displaystyle r_{n}}
{\displaystyle {\begin{aligned}r_{0}&:=0\\r_{n}&:={\sqrt {2+r_{n-1}}}\qquad \qquad \mathrm {f{\ddot {u}}r} \;n\geq 1\end{aligned}}}
sowie darauf aufbauend den Folgen {\displaystyle s_{n}} und {\displaystyle u_{n}}
{\displaystyle s_{n}={\sqrt {2-r_{n-1}}}}
{\displaystyle u_{n}=2^{n}\;s_{n}=2^{n}\;{\sqrt {2-r_{n-1}}}}
gilt:
{\displaystyle \lim _{n\to \infty }u_{n}=\lim _{n\to \infty }2^{n}{\sqrt {2-\underbrace {\sqrt {2+{\sqrt {2+{\sqrt {2+\cdots +{\sqrt {2}}}}}}}} _{(n-1){\text{-fache Schachtelung}}}}}=\pi }
Die ersten Glieder der Folge {\displaystyle u_{n}} lauten:
{\displaystyle {\begin{aligned}u_{1}&=2\cdot {\sqrt {2}}\\u_{2}&=4\cdot {\sqrt {2-{\sqrt {2}}}}\\u_{3}&=8\cdot {\sqrt {2-{\sqrt {2+{\sqrt {2}}}}}}\end{aligned}}}
{\displaystyle \vdots \qquad \qquad \vdots \qquad \qquad \vdots }
Die Folgenglieder {\displaystyle s_{n}} sind jeweils gerade die Seitenlänge
und die Folgenglieder {\displaystyle u_{n}} entsprechend der halbe Umfang des regelmäßigen {\displaystyle 2^{n+1}}-Ecks.
Wegen {\displaystyle \lim _{n\to \infty }r_{n}=2} und der damit verbundenen numerischen Auslöschung in {\displaystyle s_{n}}
ist die Darstellung von {\displaystyle \pi } durch die Folge {\displaystyle u_{n}} zur numerischen Berechnung nicht geeignet.

## Beweise

### Analytischer Beweis
Der im Folgenden skizzierte Beweis basiert auf Additionstheoremen aus der Trigonometrie und einer elementaren
Grenzwertbetrachtung. Aus
{\displaystyle {\begin{aligned}2^{n}\cdot \sin \left({\frac {x}{2^{n}}}\right)&=x\cdot \left({\frac {\sin \left({\frac {x}{2^{n}}}\right)}{\frac {x}{2^{n}}}}\right)\end{aligned}}}
folgt einerseits durch Verwenden des bekannten Grenzwertes {\displaystyle \lim _{x\to 0}{\tfrac {\sin x}{x}}=1}
{\displaystyle {\begin{aligned}\lim _{n\to \infty }2^{n}\cdot \sin \left({\frac {x}{2^{n}}}\right)&=x.\end{aligned}}}
Andererseits erhält man durch iteratives Anwenden der Verdopplungsformel für den Sinus:
{\displaystyle \sin x=2\cdot \sin \left({\frac {x}{2}}\right)\cos \left({\frac {x}{2}}\right)=\ldots =2^{n}\cdot \sin \left({\frac {x}{2^{n}}}\right)\cdot \prod _{j=1}^{n}\cos \left({\frac {x}{2^{j}}}\right)}
Zusammenfassen dieser beiden Aussagen führt dann auf die Darstellung von Euler:
{\displaystyle {\begin{aligned}{\frac {\sin x}{x}}&=\lim _{n\to \infty }\prod _{j=1}^{n}\cos \left({\frac {x}{2^{j}}}\right)\end{aligned}}}
Also speziell für {\displaystyle x={\tfrac {\pi }{2}}}:
{\displaystyle {\begin{aligned}{\frac {2}{\pi }}&=\lim _{n\to \infty }\prod _{j=1}^{n}\cos \left({\frac {\pi }{2^{j+1}}}\right)\end{aligned}}}
Induktiv lässt sich nun leicht zeigen, dass die Kosinus-Terme mit den Gliedern der rekursiv definierten Folge {\displaystyle a_{n}} übereinstimmen:
Für {\displaystyle n=1} folgt die Gleichheit unmittelbar aus  dem bekannten speziellen Wert des Kosinus {\displaystyle \cos({\tfrac {\pi }{4}})={\tfrac {1}{2}}{\sqrt {2}}} und für {\displaystyle n>1} (Induktionsschritt) verwendet man die  Halbierungsformel für den Kosinus.

### Historische Argumentation nach Vieta
Der obige analytische Beweis für Vietas Produktformel beruht auf der Darstellung für {\displaystyle {\tfrac {\sin x}{x}}}, einem Resultat, das Euler erst über 100 Jahre später kannte und welches Vieta noch nicht zur Verfügung stand. Seine Argumentation ist geometrischer Natur und ist eine Variation des Exhaustionsverfahren zur Berechnung der Kreisfläche, welches auf Archimedes zurückgeht. Ausgehend von einem Quadrat ({\displaystyle n=2}) verwendet Vieta eine Folge von regelmäßigen {\displaystyle 2^{n}}-Ecken, die dem Einheitskreis einbeschrieben sind und sukzessive den Flächeninhalt approximieren. Die bei der Verdopplung benötigten Längen und Verhältnisse erhält Vieta durch elementare geometrische Überlegungen (zum Beispiel mittels des Satzes von Pythagoras).

### Beweis für die produktfreie Darstellung
Durch Kehrwertbildung und Multiplikation mit 2 folgt aus der Vietaschen Produktformel
unmittelbar folgende Produktformel für {\displaystyle \pi }:
{\displaystyle \pi =\lim _{n\to \infty }2\cdot \prod _{j=1}^{n}{\frac {1}{a_{j}}}}
Die Behauptung für die produktfreie Darstellung ist offensichtlich wahr, wenn für die Zahlenfolge {\displaystyle u_{n}}
{\displaystyle u_{n}=2\cdot \prod _{j=1}^{n}{\frac {1}{a_{j}}}}
gilt. Dies lässt sich durch vollständige Induktion leicht zeigen (hierbei gehen lediglich die Definitionen der Folgen {\displaystyle a_{n}}, {\displaystyle r_{n}}, {\displaystyle s_{n}} und {\displaystyle u_{n}} ein, vgl.).